# Niilo Halonen
Pour les articles homonymes, voir Halonen.
 (17 août 2025).
Le texte peut changer fréquemment, n’est peut-être pas à jour et peut manquer de recul. N’hésitez pas à participer, en veillant à citer vos sources.
Kalle Niilo Ponteva Halonen, né le 25 décembre 1940 à Kouvola (Vallée de la Kimy) et mort le 17 août 2025, est un sauteur à ski finlandais. Il est médaillé d’argent aux Jeux olympiques d’hiver de 1960, et de bronze au championnat du monde en 1962.

## Palmarès

### Jeux olympiques
| Épreuve / Édition | Squaw Valley 1960 | Innsbruck 1964 |
| Petit Tremplin    |                   | 14e            |
| Grand Tremplin    | Argent            | 14e            |

### Championnats du monde
| Épreuve / Édition | Zakopane 1962 |
| Grand Tremplin    | Bronze        |